# Charles Xavier Thomas de Colmar

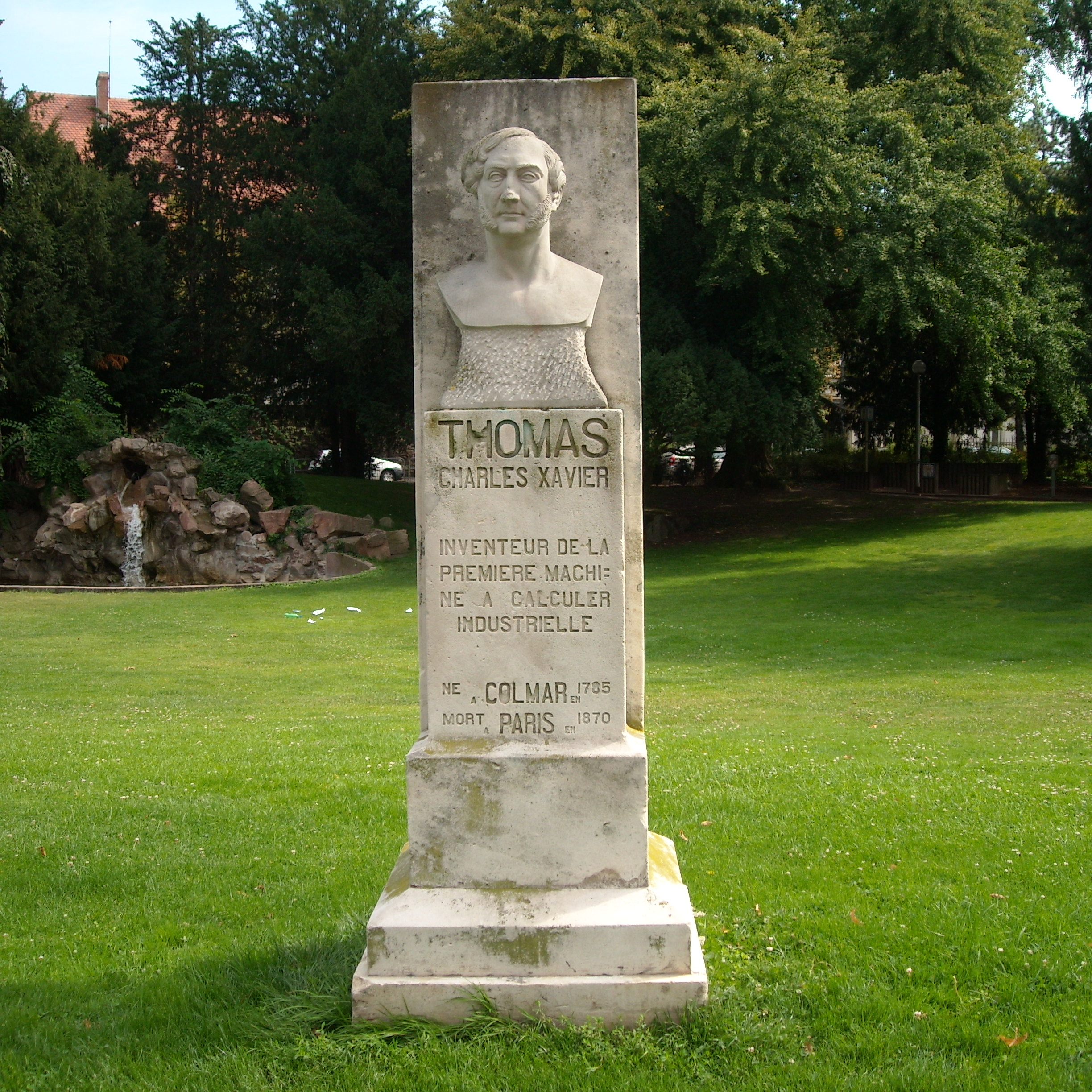
Estàtua de Charles Xavier Thomas de Satisfer

Charles Xavier Thomas de Colmar (Colmar, 5 de maig de 1785 - París, 12 de març de 1870) va néixer a França i pot ser considerat un pioner en l'era del càlcul mecànic al costat de Blaise Pascal (1623-1662) i Gottfried Wilhelm von Leibniz (1646-1716).

## Carrera
És recordat per ser l'inventor de l'aritmòmetre (arithmometer en anglès) la primera màquina calculadora comercialitzada amb gran èxit. Gràcies al seu invent li van atorgar la condecoració de cavaller de la Legió d'Honor a França el 24 d'abril de 1821.